# 伍盘照
伍盘照（英語：Ng Poon Chew；1866年3月14日—1931年3月13日），字于辛，广东台山人，美国作家、牧师、独立报人、演说家，美国华人民权领袖，孙中山革命事业的重要支持者。其于1900年创办的《中西日报》为最早在中国境外发行的中文日报之一，也是20世纪初全美国最大的中文报纸，故被誉为“美国中文新闻业之父”。伍盘照积极利用报刊、演讲与书册宣扬反对歧视华人的思想，因此也被誉为“东方的马克·吐温”、“华人霍勒斯·格里利”、“中国驻美非官方大使”。 

## 早年生涯
1866年，伍盘照出生于广东臺山四九镇的一个农户家庭，自幼因父母双亡而受祖母照顾。由于家境贫寒，他只念了几年私塾，便跟喃嘸当童仆。期间，在美国加州淘金的叔父携带八百美元回乡，使年少的伍盘照萌生了去美国淘金的念头。
1881年春，伍盘照随堂兄乘船至美国加州，其首份工作是在圣何塞的一家牧场当佣工。工作之余，他也在积极学习。由于美国白人对华人的仇视态度，伍盘照时常遭遇骚扰、纵火、谋杀等各类针对华人的暴力事件。面对白人的敌意，伍盘照选择剪去辫子，改穿西服，并皈依基督教。 
在圣何塞的一所教会学校中，伍盘照遇到了他在美国的第一位老师——玛丽·S·凯莉（Mary S. Carey）。凯莉曾经在伍盘照受到白人欺负的时候帮忙解围，并将伍盘照介绍到自己的学校读书。由于向华人提供教育，凯莉与同校的其他教师屡遭骚扰。1887年，伍盘照就读的学校与孖結街唐人埠一同被白人纵火者焚毁。 
1884年，伍盘照在凯莉的介绍下转赴旧金山，跟随罗美斯（Augustus Loomis）继续完成学业，并接受教友的资助过活。1889年，伍盘照进入旧金山神学院就读，立志成为一名神职人员 。在校期间，伍盘照成绩优异，并在1892年成为该校的首位华人毕业生。毕业后，他在三百多人的见证下于旧金山唐人街正式成为神职人员。不久，伍盘照成为美国西海岸的首位华人长老会牧师，并同长老会的女翻译Chun Fah结婚。 

## 创办报刊

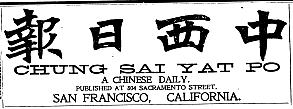
《中西日报》题头

1894年，伍盘照被长老会派往洛杉矶传教。但在四年后，一场大火将他的布道所烧毁。此时，长老会已经取消了对洛杉矶传教士的资助，拥有四个孩子的伍盘照因而变得生活困顿。在困境中，他决定全力创办中文报刊，并为此前去洛杉矶的一家日文杂志社打工两个月，学习办报与印刷技术。1899年5月12日，伍盘照在洛杉矶创办了《华美新报》，其为美国西海岸最早的中文报纸之一。半年后，由于美国华人对《华美新报》的积极反响，他将报纸迁往旧金山，1900年2月16日由周报改为日报《中西日报》，聘邓翼云为主笔，社址在沙加缅度街804号。其被认为是中国境外最早的中文日报。《中西日报》总体上持同化主义立场，并鼓励华人适应美国社会的价值观 ，该报也成为美国华人争取权益的主要舆论阵地。 
到1902年，《中西日报》成为旧金山发行量最大的中文报纸，仅在旧金山唐人街就有至少三千多位读者。1903年起，伍盘照兼任总编辑，宣布该报为独立性报纸，与任何政党无关，对于所有党派活动的新闻，一律照登，无分畛域。1906年4月18日，旧金山大地震，《中西日报》4月24日迁往笃崙（屋崙，现奥克兰），4月26日，用手写石印出版第一期。1908年3月30日迁回旧金山沙加缅度街809号，1925年迁入沙加缅度街716-722号新楼，后社址改在华盛顿街1163号。《中西日报》不仅为美国华人的权益发声，而且还关注女性华裔的权益。旧金山大瘟疫期间，《中西日报》成为当地华人获取信息的主要途径。
1905年，伍盘照与爱尔兰裔美国记者帕特里克·J·希利（Patrick J. Healy）共同发表了《反排斥声明》（ A Statement for Non-exclusion ） ，该册子充分展现了移民被拒入境的愤慨与争取权益的困难。1905年12月，伍盘照代表三藩市中华会馆，受邀出席全国公民联盟（National Civic Federation）在纽约举行的移民会议，并做了成功的演讲。此后，伍盘照继续出版小册子与书籍，抗议美国社会对华人的歧视。

## 解救孙中山
1904年4月，刚抵达旧金山的兴中会会长孙中山被美国移民局拘押于天使島。一次，孙中山向他人借《中西日报》，看到上面的“伍盘照”三个字，想起自己于1895年从香港逃离时，自己的教友杨襄甫和左斗山向伍盘照写了一封介绍信，请求伍盘照念及同教的情谊，对孙中山尽力相助。于是，孙中山根据《中西日报》上的联系地址，写了内容为“现有十万火急要事待商，请即来木屋相见，勿延。”的便条，并让报童转送给伍盘照。
伍盘照收到便条后，立即前去看望孙中山，并同其进行融洽地沟通。之后，伍盘照考虑到孙中山为洪门成员，决定同致公堂联络。联络前，伍盘照以“领署顾问员”的身份，说服清廷驻旧金山领事不要过问、上报与孙中山相关的事情。接着，伍盘照同旧金山致公堂盟长黄三德、旧金山致公堂英文书记唐琼昌联络，委托他们聘请律师同美国工商部上诉，同时出具五百美元保证金保釋孙中山。近三个星期后，孙中山终于获释。不久，其美国公民的身份也被美国政府承认，孙中山得以成功入境旧金山。
抵达旧金山后，孙中山“下榻致公堂会所，日间则寄食于《中西日报》社，与该教友伍盘照……等至为相得。”伍盘照还借助《中西日报》社，免费为孙中山印刷11000本《革命軍》，由致公堂分寄给美洲、东南亚的华人阅读。
保皇会曾与伍盘照达成合作关系，伍盘照亦在《中西日报》宣扬“保国”“变法”的主张，不过伍盘照的理念与保皇会不同，双方曾在1903年展开笔战。而保皇会得知伍盘照解救孙中山一事后，便通知各地成员抵制《中西日报》，并在机关报《文兴日报》上批评伍盘照“不守保皇宗旨”，吹嘘孙中山演讲人数。为此，伍盘照在《中西日报》上逐一反击，并发表论说称“夫中国今日党派纷争，各有宗旨，或言保皇，或言革命，两者相敌，互相攻击。敝报不偏入于某党，盖专以开民智，进文明为宗旨者也。”

## 二十世纪后
20世纪后，伍盘照在美国各地展开巡回演讲，呼吁各界支持华人企业的经济抵制行动，反对针对华人的暴力与歧视。他还向美国众议院与美国总统西奥多·罗斯福发表演讲，成功说服美国总统下令移民局停止对华人的苛刻对待。此外，他还公开呼吁反对《排华法案》等歧视华人的法规。纵观伍盘照的一生，他发表过数百场演讲，长期致力于为华人发声。 
1906年至1913年，伍盘照担任中国驻旧金山总领事的顾问。1913年后，伍盘照被委任为中国驻旧金山领事馆的副领事，并在同年6月被匹兹堡大学授予荣誉文学博士学位。

## 逝世与评价
1931年3月13日，时值六十五岁生日前夕，伍盘照突发心脏病，于奥克兰的家中离世。《纽约时报》、《旧金山纪事报》与《奥克兰论坛报》均为其发布讣告。当时支持排华立场的《纽约时报》称：伍盘照的离世使英文世界失去一个中国问题权威。
在1950年《加利福尼亚历史名人录》与1965年《三藩市觀察家報》的“美国伟人录”提名中，伍盘照是其中唯一的华人。劉伯驥亦在《美国华侨史续编》一书中称伍盘照为“对（美国）主流社会影响最大的旅美中国人”。
《太平洋月刊》称：“在美国，华人的优秀品质逐渐得到认可，从前因就业竞争而产生的敌意在西海岸地区已不复存在，就连中西部地区与东部地区，人们也开始对这个古老的民族有了更多的谅解，这一切都主要归功于‘华人马克·吐温’伍盘照博士在数以百计的讲台上发表的的大量演讲。”
紐約華文報紙《名氣日報》載：“伍博士為中西日報之創辦人，歷任該報總理，曾任中國駐舊金山隨習領事數年，故伍博士之逝世，中西人士均為之哀惜雲。